# آنتونی بریزات
آنتونی بریزات (انگلیسی: Anthony Braizat؛ زادهٔ ۱۶ اوت ۱۹۷۷) بازیکن فوتبال اهل فرانسه است.
از باشگاه‌هایی که در آن بازی کرده‌است می‌توان به باشگاه فوتبال المپیک لیون، باشگاه فوتبال کن، باشگاه فوتبال سروت ۱۸۹۰، و باشگاه فوتبال تولوز اشاره کرد.